# Jean Viehoff
Johannes Hubertus (Jean) Viehoff  (Kerkrade, 22 augustus 1916 - Heerlen, 8 februari 1991) was een Zuid-Limburgse kunstschilder.

## Leven en werk
Na de opleiding aan de Stadsacademie voor Toegepaste Kunsten in Maastricht werd Viehoff door Harry Koolen, ook een Limburgse kunstschilder, opgeleid tot portretschilder. Naast portretten schilderde Viehoff typisch Zuid-Limburgse taferelen, zoals de schutterij, het carnaval en de mijnen. Daarnaast maakte hij werken naar aanleiding van studiereizen naar Ibiza, Sicilië en Annecy.
Werken van Viehoff zijn opgenomen in collecties van de Staatsmijnen (het huidige DSM), enkele gemeenten en ministeries. Viehoff was docent aan de Volksuniversiteit in Geleen.
In 1986 was er een tentoonstelling in de Schouwburg van Heerlen. In 2010 verscheen het boek 'Hommage aan Jean Viehoff' met daarin een overzicht van zijn werk.